# Associação Desportiva Pomerana
A Associação Desportiva Brusque é um clube de voleibol brasileiro, com sede nas cidades de Brusque e Pomerode, estado de Santa Catarina. Participa de competições oficiais com o nome fantasia Cativa/Oppnus.

## Equipe atual

### Atletas
| Número | Nome      | Data de Nascimento      | Altura | Posição      |
| ------ | --------- | ----------------------- | ------ | ------------ |
|        | Ana Maria | 24 de janeiro de 1985   | 1,79   | Levantadora  |
|        | Claudinha | 2 de abril de 1982      | 1,84   | Levantadora  |
|        | Edna      | 19 de setembro de 1983  | 1,86   | Meio-de-rede |
|        | Flavinha  | 20 de fevereiro de 1990 | 1,78   | Levantadora  |
|        | Fê Berti  | 29 de junho de 1985     | 1,89   | Oposto       |
|        | Ju Odilon | 25 de janeiro de 1985   | 1,80   | Ponteira     |
|        | Lígia     | 17 de janeiro de 1979   | 1,94   | Meio-de-rede |
|        | Lú        | 21 de junho de 1987     | 1,86   | Meio-de-rede |
|        | Luciana   | 22 de junho de 1984     | 1,77   | Levantadora  |
|        | Michelle  | 5 de janeiro de 1983    | 1,78   | Líbero       |
|        | Nicole    | 13 de setembro de 1988  | 1,82   | Oposto       |
|        | Puly      | 30 de março de 1986     | 1,83   | Ponteira     |